# Naurus distrikt
Naurus distrikt Nauru är indelat i 14 administrativa områden, distrikt. Varje distrikt består av ett traditionelt antal byar vilka många idag är obebodda eller förstörda. 
| Nr | Distrikt   | Historiskt namn | Yta (ha) | Invånare (2005) | Antal byar |
| -- | ---------- | --------------- | -------- | --------------- | ---------- |
| 1  | Aiwo       | Aiue            | 100      | 1,092           | 8          |
| 2  | Anabar     | Anabar          | 143      | 502             | 15         |
| 3  | Anetan     | Añetañ          | 100      | 516             | 12         |
| 4  | Anibare    | Anybody         | 314      | 160             | 17         |
| 5  | Baiti      | Beidi           | 123      | 572             | 15         |
| 6  | Boe        | Boi             | 66       | 795             | 4          |
| 7  | Buada      | Buada           | 266      | 716             | 14         |
| 8  | Denigomodu | Denikomotu      | 118      | 2,827           | 17         |
| 9  | Ewa        | Eoa             | 117      | 318             | 12         |
| 10 | Ijuw       | Ijub            | 112      | 303             | 13         |
| 11 | Meneng     | Meneñ           | 288      | 1,830           | 18         |
| 12 | Nibok      | Ennibeck        | 136      | 432             | 11         |
| 13 | Uaboe      | Ueboi           | 97       | 335             | 6          |
| 14 | Yaren      | Moqua           | 150      | 820             | 7          |
|    | Nauru      | Naoero          | 2,130    | 11,218          | 169        |

## Valkretsar
Parlamentsmedlemmar blir valda från åtta valkretsar:
- Aiwo (bestående av distriktet Aiwo)
- Anabar (bestående av distrikten Anabar, Anibare och Ijuw)
- Anetan (bestående av distrikten Anetan och Ewa)
- Boe (bestående av distriktet Boe)
- Buada (bestående av distriktet Buada)
- Meneng (bestående av distriktet Meneng)
- Ubenide (bestående av distrikten Baiti, Denigomodu, Nibok och Uaboe)
- Yaren (bestående av distriktet Yaren)

Varje valkrets har tio platser i parlamentet utom Ubenide som har fyra.